# Cytaea oreophila
Cytaea oreophila är en spindelart som beskrevs av Simon 1902. Cytaea oreophila ingår i släktet Cytaea och familjen hoppspindlar. Inga underarter finns listade i Catalogue of Life.